# Кубок России по хоккею с мячом среди женских команд 2014
17-й Кубок России по хоккею с мячом среди женских команд 2014 года — прошёл 16 — 22 декабря 2014 года в Обухово Московской области.

## Регламент соревнований
Кубок России разыгрывается в 2 этапа. На первом этапе команды играют по круговой системе в два круга. Команды, занявшие в круговом турнире 1-2 места, на втором этапе играют за 1 место, команды, занявшие 3-4 места, играют за 3 место.

## Результаты

### Круговой турнир
| Команда                                  | 1   | 2   | 3    | 4    | И | В | Н | П | М     | О  |
| ---------------------------------------- | --- | --- | ---- | ---- | - | - | - | - | ----- | -- |
| 1. ДЮСШ «Рекорд» (Иркутск)               |     | 8:1 | 11:1 | 10:0 | 6 | 6 | 0 | 0 | 49:3  | 18 |
| 2. СКА-Свердловск (Свердловская область) | 1:6 |     | 3:5  | 8:0  | 6 | 3 | 0 | 3 | 28:20 | 9  |
| 3. Сборная Московской области            | 0:6 | 1:6 |      | 5:2  | 6 | 3 | 0 | 3 | 18:28 | 9  |
| 4. Смилодон (Москва)                     | 0:8 | 0:9 | 0:6  |      | 6 | 0 | 0 | 6 | 2:46  | 0  |

### Матч за 3-е место
| 22 декабря, 2014           | \| Сборная Московской области \| 9:4 (1:2) Протокол \| Смилодон (Москва) \| | СК «Обухово»      |
| Сборная Московской области | 9:4 (1:2) Протокол                                                          | Смилодон (Москва) |

### Финал
| 22 декабря, 2014 | \| ДЮСШ «Рекорд» \| 5:1 (2:0) Протокол \| СКА-Свердловск (Свердловская область) \| | СК «Обухово»                          |
| ДЮСШ «Рекорд»    | 5:1 (2:0) Протокол                                                                 | СКА-Свердловск (Свердловская область) |

Лучшие игроки по линиям
Вратарь:
Защитник:
Полузащитник:
Нападающий: